# Łukoszyn (gromada)
Łukoszyn – dawna gromada, czyli najmniejsza jednostka podziału terytorialnego Polskiej Rzeczypospolitej Ludowej w latach 1954–1972.
Gromady, z gromadzkimi radami narodowymi (GRN) jako organami władzy najniższego stopnia na wsi, funkcjonowały od reformy reorganizującej administrację wiejską przeprowadzonej jesienią 1954 do momentu ich zniesienia z dniem 1 stycznia 1973, tym samym wypierając organizację gminną w latach 1954–1972.
Gromadę Łukoszyn z siedzibą GRN w Łukoszynie utworzono – jako jedną z 8759 gromad na obszarze Polski – w powiecie płockim w woj. warszawskim, na mocy uchwały nr VI/10/13/54 WRN w Warszawie z dnia 5 października 1954. W skład jednostki weszły obszary dotychczasowych gromad Karwosieki, Łukoszyn i Łukoszyn-Borki, ponadto wieś Grodnia z dotychczasowej gromady Grodnia, miejscowości Wyskwitno i Józefowo z dotychczasowej gromady Janoszyce oraz miejscowość Podlasie z dotychczasowej gromady Bądkowo-Rochny ze zniesionej gminy Brudzeń, a także obszary dotychczasowych gromad Karwosieki i Karwosieki Nowe ze zniesionej gminy Biała – w tymże powiecie. Dla gromady ustalono 11 członków gromadzkiej rady narodowej.
31 grudnia 1959 z gromady Łukoszyn wyłączono wsie Karwosieki i Karwosieki Nowe, włączając je do gromady Sikórz w tymże powiecie, po czym gromadę Łukoszyn zniesiono a jej (pozostały) obszar włączono do gromady Brudzeń Duży tamże.